# Magicians
Magicians è un film del 2000 scritto e diretto da James Merendino.

## Trama
Max è un mago con molte ambizioni, ma lo spettacolo che mette in scena lascia molto a desiderare. 
Hugo è un cinico borseggiatore che millanta grande abilità nel suo campo. 
Quando i due si incontrano, Max convince Hugo a entrare a far parte del suo spettacolo. 
Ai due si unisce la bella cameriera Lydia, che diviene assistente di Max nonché oggetto delle attenzioni amorose di Hugo. 
I tre si dirigono a Las Vegas su un furgone rubato. 
Là incontrano Milo, mago e impresario convinto del valore di Max: i quattro cercano rocambolescamente di mettere insieme uno spettacolo accattivante, mentre fra di loro nasce un'amicizia duratura.